# 魚津滑川バイパス
魚津滑川バイパス（うおづなめりかわバイパス）は、富山県魚津市から同県滑川市に至る、延長約7.4 km（キロメートル）の国道8号のバイパスである。

## 概要
開通当初は全線暫定2車線であったが、2016年（平成28年）2月28日に全線4車線で供用開始された。

### 路線データ
- 起点 - 富山県魚津市住吉
- 終点 - 富山県滑川市稲泉
- 延長 - 7.4 km
- 道路規格 - 第3種1級
- 道路幅員 - 28.0 m
- 車線数 - 4車線（当初は全区間暫定2車線）
- 車線幅員 - 3.5 m
- 設計速度 - 80 km/h

## 歴史
- 1983年度（昭和58年度） - 調査開始[1]
- 1988年（昭和63年）12月 - ルートを公表[2]
- 1989年（平成元年）6月12日 - 都市計画決定[1]
- 1989年度（平成元年度） - 事業化[1]
- 1992年度（平成4年度） - 用地買収に着手[1]
- 1993年（平成5年） - 着工[1]
- 1994年（平成6年）10月28日 - 魚津市住吉 - 慶野間（480 m）暫定2車線で供用開始[3]。隣接する新川文化ホール（11月1日開館）との連結を図るための先行開通であった[1]。
- 2002年（平成14年）8月2日 - 滑川市大掛 - 滑川市稲泉間（3.5 km）暫定2車線で供用開始[1]
- 2004年（平成16年）3月24日 - 魚津市慶野 - 滑川市大掛間（3.42 km）暫定2車線で供用開始により全線開通[1][4]
- 2008年（平成20年）3月24日 - 魚津市住吉 - 出間4車線化[1]
- 2010年度（平成22年度） - 魚津市出 - 佐伯間（0.8 km）4車線化[1]
- 2014年（平成26年）3月20日 - 滑川市北野第一 - 稲泉間（2.1 km）4車線化
- 2015年（平成27年）3月13日 - 滑川市大掛東 - 北野第一間（1.4 km）4車線化[5]
- 2016年（平成28年）2月28日 - 魚津市佐伯 - 滑川市大掛東間（2.3 km）が4車線化[6]。これを以て全線が4車線化される。

## 地理

### 通過する自治体
- 富山県
  - 魚津市 - 滑川市

### 交差する道路
- 上側が起点側、下側が終点側。左側が上り側、右側が下り側。
- 交差する道路は、県道以上の道路および立体交差をするもしくは立体交差をする計画の道路。特記がないものは市町道。

| 交差する道路など                        | 交差する道路など               | 交差する場所 | 交差する場所 | 交差する場所            | 備考                   |
| --------------------------------------- | ------------------------------ | ------------ | ------------ | ----------------------- | ---------------------- |
| 魚津バイパス 国道8号 黒部・糸魚川方面   |                                |              |              |                         |                        |
| 住吉方面                                | 新川文化ホール方面             | 魚津市       |              | ミラージュホール前      | 起点のため便宜的に記載 |
| 富山県道137号堀江魚津線                 | 湯上方面                       | 魚津市       | 出           | 吉野まで県道137号が重複 |                        |
|                                         | 富山県道137号堀江魚津線        | 魚津市       | 吉野         | ここまで県道137号が重複 |                        |
| 富山県道138号栗山追分線                 | 富山県道138号栗山追分線        | 滑川市       | 大掛東       |                         |                        |
| 富山県道142号栗山柳原線                 | 富山県道142号栗山柳原線        | 滑川市       | 北野第一     |                         |                        |
| 富山県道3号富山立山魚津線               | 富山県道3号富山立山魚津線      | 滑川市       | 北野第二     |                         |                        |
| 富山県道320号古鹿熊滑川線               | 富山県道320号古鹿熊滑川線      | 滑川市       | 野町東       |                         |                        |
| 富山県道51号蓑輪滑川インター線          | 富山県道51号蓑輪滑川インター線 | 滑川市       | 稲泉         |                         |                        |
| 滑川富山バイパス 国道8号 富山・高岡方面 |                                |              |              |                         |                        |

### 接続するバイパスの位置関係
（京都方面）滑川富山バイパス -  魚津滑川バイパス - 魚津バイパス（新潟方面）